# Khera Khurd
Khera Khurd es una ciudad censal situada en el distrito de Delhi noroeste,  en el territorio de la capital nacional,  Delhi (India). Su población es de 9777 habitantes (2011). 

## Demografía
Según el censo de 2011 la población de Khera Khurd era de 9777 habitantes, de los cuales 5177 eran hombres y 4600 eran mujeres. Khera Khurd tiene una tasa media de alfabetización del 86,76%, inferior a la media estatal del 86,21%: la alfabetización masculina es del 94,40%, y la alfabetización femenina del 78,34%.